# Teseo riceve l'ambasceria di Ippolita
Teseo riceve l'ambasceria di Ippolita è un dipinto di Vittore Carpaccio. Eseguito nel primo decennio del XVI secolo, è conservato a Parigi nel Musée Jacquemart-André.

## Descrizione
Il dipinto è basato sul Teseida di Giovanni Boccaccio; più precisamente è illustrato il passo con le Amazzoni della regina Ippolita che si recano ad Atene presso re Teseo, che sfoggia una lunga barba bianca. L'artista trasporta l'episodio mitologico nella sua contemporaneità, come si può ricavare dall'abbigliamento dei personaggi e dalla struttura architettonica della reggia di Atene.